# Haunetal
Haunetal är en köping (Markt) i Landkreis Hersfeld-Rotenburg i Regierungsbezirk Kassel i förbundslandet Hessen i Tyskland. 
Kommunen bildades 1 februari 1971 genom en sammanslagning av de tidigare kommunerna  Hermannspiegel, Mauers, Neukirchen, Oberstoppel och Rhina. De tidigare kommunerna Meisenbach, Müsenbach, Odensachsen, Schletzenrod, Wehrda und Wetzlos uppgick i den nya kommuen 31 december 1971.